# Günther Förster (Verwaltungsjurist)
Walter Martin Günther Förster (* 12. April 1917 in Bad Kösen; † 21. Juni 1980) war ein deutscher Verwaltungsjurist.

## Werdegang
Förster studierte von 1935 bis 1939 Rechtswissenschaften und schloss 1940 mit Promotion ab. Von 1950 bis 1963 war er Assessor und Vorsteher verschiedener Finanzämter in Nordrhein-Westfalen, dann von 1963 bis 1970 an der Oberfinanzdirektion Münster. Nach Tätigkeit als Ministerialdirigent im nordrhein-westfälischen Finanzministerium wurde er 1972 zum Präsidenten der Oberfinanzdirektion Münster ernannt und blieb bis zum Eintritt in den Ruhestand 1979 im Amt.

## Ehrungen
- 1978: Großes Verdienstkreuz der Bundesrepublik Deutschland[2]